# Torquinsha
Torquinsha är ett släkte av steklar. Torquinsha ingår i familjen brokparasitsteklar.
Kladogram enligt Catalogue of Life:
| Torquinsha | \| \| Torquinsha invicta \| \| \| \| \| \| Torquinsha umbrarum \| \| \| \| |
|            | \| \| Torquinsha invicta \| \| \| \| \| \| Torquinsha umbrarum \| \| \| \| |
|            | Torquinsha invicta                                                         |
|            |                                                                            |
|            | Torquinsha umbrarum                                                        |
|            |                                                                            |